# Fantaisie pour piano et orchestre de Louis Aubert
Pour les articles homonymes, voir Fantaisie pour piano et orchestre.
La Fantaisie pour piano et orchestre, op. 8, est une œuvre de Louis Aubert en un seul mouvement de concert pour piano et orchestre, composée en 1900. La partition est éditée en 1908 par les éditions Durand.

## Composition
Louis Aubert compose sa Fantaisie pour piano et orchestre en 1900. Son ancien professeur de piano, Louis Diémer, en assure la création avec l'orchestre des Concerts Colonne, le 17 novembre 1901.

## Présentation
L'œuvre est en un seul mouvement, « construite sur trois motifs principaux, qui se termine par un choral » :
- Allegro moderato en si mineur ( = 68) à 
 ;
- Plus lent ( = 76) à 
 — A tempo (plus de mouvement) ( = 96) — Tempo primo ;
- Largement — Le double plus lent ( = 68) à 
, en sol bémol majeur ;
- Un peu plus de mouvement, en la majeur ;
- Allegro ( = 152) à 
 — Allegro moderato ( = 68) à 
 ;
- Plus lent ( = 76) à 
, en si majeur, cadence, Allegro ( = 88) et Maestoso ( = 76) à 
.

## Orchestration
L'orchestre comprend 2 flûtes, 2 hautbois, 2 clarinettes en La et 2 bassons, pour les pupitres des vents. Les cuivres comptent 4 cors en Fa, 2 trompettes en Ut, 3 trombones et tuba. La percussion se limite à 2 timbales. Le quintette à cordes classique est composé des premiers violons, seconds violons, altos, violoncelles et contrebasses.

## Postérité
En 1930, René Dumesnil mentionne la Fantaisie pour piano et orchestre de Louis Aubert parmi les œuvres qui ont précédé sa Habanera. En 2005, le Dictionnaire de la musique dirigé par Marc Vignal mentionne que Louis Aubert « pratiqua aussi la critique musicale et fut élu à l'Institut en 1956 » mais ne donne le titre d'aucune de ses œuvres…

### Ouvrages généraux
- René Dumesnil, La musique contemporaine en France, t. I, Paris, Armand Colin, 1930, 218 p.
- Paul Pittion, La musique et son histoire : de Beethoven à nos jours, t. II, Paris, Éditions Ouvrières, 1960, 574 p. (BNF 33137562).
- Jean-Jacques Rouveroux et Marc Vignal (dir.), Dictionnaire de la musique, Paris, Larousse, 2005 (1re éd. 1982), 1078 p. (ISBN 2-03-511001-7, lire en ligne), « Louis Aubert », p. 39-40.

### Monographies
- Marcel Landowski et Guy Morançon (préface de Henry Barraud), Louis Aubert, musicien français, Paris, Durand & Cie, 1967, 98 p.
- Louis Vuillemin, Louis Aubert : son œuvre, Paris, Éditions Durand, 1921, 72 p.

### Articles
- Vladimir Jankélévitch, Premières et Dernières Pages : Louis Aubert, Paris, Seuil, 1994 (1re éd. 1974), 318 p. (ISBN 2-02-019943-2 et 978-2-02-019943-8), p. 290-298.